# Arenivaga grata
Arenivaga grata (лат.) — вид песчаных тараканов-черепашек рода Arenivaga из семейства Corydiidae (или Polyphagidae). Обнаружены в Северной Америке: Мексика и США.

## Описание
Среднего размера тараканы овально-вытянутой формы: длина тела около 21,4—29,2 мм; наибольшая ширина тела (GW) 9,5—12,8 мм; ширина пронотума (PW) 6—8 мм; длина пронотума (PL) около 5 мм. Соотношение длины тела к его наибольшей ширине у голотипа = TL/GW 2,33. На голове два крупных выступающих оцеллия (0,50 × 0,40 мм). Основная окраска светло-коричневая, одноцветная. Пронотум с полупрозрачным восково-бежевым передним краем; вдоль переднего края оранжево-коричневые волоски разной длины; дорсальная поверхность пронотума покрыта короткими оранжево-коричневыми волосками; рисунок пронотума средне-оранжево-коричневый («морда пантеры», с небольшими деталями и полным боковым и задним ореолом светло-оранжево-коричневого цвета); рисунок пронотума варьирует от светло-оранжево-коричневого до темно-коричневого у других экземпляров, рисунок всегда слабо различим. Крылья вытянуты за вершину брюшка (до ~35 % общей длины крыла); оранжево-коричневые с более тёмными пятнами; цвет варьирует у разных видов от оранжево-коричневого до тёмно-коричневого, всегда пятнистый; поверхность непрозрачная и матовая.
Фенотипически Arenivaga grata можно спутать с Arenivaga bolliana, но их распространение отличается. При отсутствии информации о местонахождении Arenivaga grata может быть диагностирован по необычной форме крючковидной доли и заметному шагренированному гребню, идущему внутрь к месту сочленения, оба на правом дорсальном фалломере.
Все элементы жизненной истории остаются неисследованными. Питаются, предположительно, как и другие виды своего рода, микоризными грибами, листовым детритом пустынных кустарников и семенами, собранными млекопитающими.
В надземных условиях живут только крылатые самцы (отличаются ярко выраженным половым диморфизмом: самки рода Arenivaga бескрылые, внешне напоминают мокриц).
Вид был впервые описан в 1920 году американским энтомологом Морганом Хебардом (1887—1946) по материалам из Мексики, а его валидный статус подтверждён в ходе ревизии, проведённой в 2014 году американским энтомологом Хейди Хопкинсом (Heidi Hopkins).